# بره گمشده راعی
برّهٔ گمشدهٔ راعی رمانی است از هوشنگ گلشیری که تنها نخستین دفترش – با نام «تدفین زندگان» در چهار فصل – چاپ شده؛ و دستنویس دفتر دوّمش در بایگانی هوشنگ گلشیری در کتابخانهٔ دانشگاه استنفورد نگهداری می‌شود. گلشیری این رمان را در سه دفتر پیشبینی کرده بود.